# Реакційна здатність
Реакці́йна зда́тність (англ. reactivity; нім. Reaktivität f) — здатність до реакції певних атомів чи груп у молекулі, віднесена до здатності реагування їх у еталонній сполуці; кількісно характеризується відношенням констант швидкості чи констант рівноваги відповідних реакцій.
Синонім — відносна реактивність.
Реакційна здатність речовини залежить від умов реакції — природи середовища, присутності каталізаторів або інгібіторів, тиску, температури, опромінювання тощо.

## Індекс реактивності
Величина, звичайно одержувана за допомогою квантово-хімічних розрахунків на основі спрощених моделей, що кількісно характеризує здатність різних реакційних центрів вступати в реакцію певного типу.
Синонім — індекс реакційної здатності.